# Ronchères (Yonne)
Ronchères é uma comuna francesa na região administrativa de Borgonha-Franco-Condado, no departamento de Yonne. Estende-se por uma área de 11,33 km². Em 2010 a comuna tinha 95 habitantes (densidade: 8,4 hab./km²).